# كلايف سويفت
كلايف سويفت (بالإنجليزية: Clive Swift)‏ هو ممثل بريطاني، ولد في 9 فبراير 1936 في المملكة المتحدة.

## أعمال

### أفلام
- (1984) طريق إلى الهند[5]
- (2002) 101 مرقش 2

## وصلات خارجية
- كلايف سويفت على موقع IMDb (الإنجليزية)
- كلايف سويفت على موقع روتن توميتوز (الإنجليزية)
- كلايف سويفت على موقع ألو سيني (الفرنسية)
- كلايف سويفت على موقع أول موفي (الإنجليزية)
- كلايف سويفت على موقع قاعدة بيانات الأفلام السويدية (السويدية)
- كلايف سويفت على موقع إن إن دي بي (الإنجليزية)
- كلايف سويفت على موقع قاعدة بيانات الفيلم (الإنجليزية)
- كلايف سويفت على موقع كينوبويسك (الروسية)